# 沈学础
沈学础（1938年2月28日—），物理学家。生于江苏溧阳。1958年毕业于复旦大学物理系。1995年当选为中国科学院院士。 中国科学院上海技术物理研究所研究员，复旦大学教授。曾任中国科学院红外物理国家重点实验室主任等职。